# Maniac Cop 2
Maniac Cop 2 je americký horor z roku 1990 režiséra Williama Lustiga. Scénář napsal Larry Cohen. Jde o sequel filmu Maniac Cop (1988).
Ve filmu hrají Robert Davi, Claudia Christian, Michael Lerner, Robert Z'Dar, Bruce Campbell, Clarence Williams III, Leo Rossi, Paula Trickey a další.

## Děj
Šílený policista Matt Cordell (Robert Z'Dar) se vrací do newyorských ulic, aby se všem pomstil za své nespravedlivé uvěznění. V té době dojde k sérii vražd striptérek, které začne vyšetřovat detektiv Sean McKinney (Robert Davi) za pomoci policejní psycholožky Susan Riley (Claudia Christian). Není však vůbec jasné, kdo za vraždami stojí.

## Obsazení
| Robert Davi           | Sean McKinney      |
| Claudia Christian     | Susan Riley        |
| Michael Lerner        | Edward Doyle       |
| Robert Z'Dar          | Matt Cordell       |
| Bruce Campbell        | Jack Forrest       |
| Clarence Williams III | Joseph T. Blum     |
| Leo Rossi             | Steven Turkell     |
| Paula Trickey         | Cheryl             |
| Laurene Landon        | Theresa Mallory    |
| Lou Bonacki           | detektiv Lovejoy   |
| Charles Napier        | Lew Brady          |
| Robert Earl Jones     | Harry              |
| Santos Morales        | skladník           |
| Andrew Hill Newman    | občan              |
| Ángel Salazar         | dopravní policista |
| Barry Brenner         | lékař              |
| James Dixon           | policista          |
| Sam Raimi             | hlasatel           |
| Danny Trejo           | vězeň              |
| Marco Rodríguez       | lupič              |

## České znění
- Režie: Zdeněk Hnilica
- Překlad: Zbyněk Skřivánek
- Dialogy: Zdeněk Hnilica
- Zvuk: Zdeněk Zenger
- Produkce: Aleš Nejedlý

Obsazení: Vladislav Beneš (Sean McKinney), Milena Steinmasslová (Susan Riley), Jiří Plachý (Edward Doyle), Otakar Brousek ml. (Jack Forrest), Miloš Vávra (Steven Turkell), Lucie Kožinová (Theresa Mallory) a další

## Zajímavosti
- Postavu Stevena Turkella (Leo Rossi) měl původně ztvárnit herec Joe Spinell, ten ale těsně před začátkem natáčení zemřel. Režisér William Lustig si ho vybral hlavně kvůli svému dřívějšímu filmu Maniak (1980), ve kterém hrál Spinell hlavní roli.
- Film je věnován památce Joea Spinella.[2]
- Film se natáčel v Los Angeles, New Yorku a New Jersey.[3]

## Soundtrack
1. "Woman of the World" - (Gary McLaughlin)
2. "Message From Above" - (Gary McLaughlin)
3. "Children of the Night" - (Buddy Miles)
4. "Maniac Cop Rap" - (Yeshwua "Josh" Barnes a Brian "B.Dub" Woods)[4]

## Pokračování
- Maniac Cop (1988)
- Maniac Cop III - Odznak mlčení (1992)